# SIF1 Banat-Crișana
Societatea de Investiții Financiare Banat-Crișana S.A - prescurtat: SIF Banat-Crișana (SIF1) este o persoană juridică română, constituită ca societate pe acțiuni în noiembrie 1996, ca succesor al Fondului Proprietății Private I Banat-Crișana înființat în 1992, cu sediul la Arad. SIF - Banat-Crișana este una dintre cele cinci societăți de investiții financiare listate la Bursa de Valori București. 
SIF Banat - Crișana este o societate de investiții de tip închis care se autoadministrează, încadrată în categoria Alte Organisme de Plasament Colectiv (AOPC) cu o politică de investiții diversificată.
Societatea deține în activ pachete de acțiuni la societăți bancare (Banca Comercială Română, Banca Română pentru Dezvoltare, Banca Transilvania, Bancpost), societăți din industria chimică, farmaceutică, metalurgică și altele.
La 31 decembrie 2007, valoarea activului net al SIF Banat-Crișana era de aproximativ 560 milioane Euro, iar capitalizarea bursieră aproximativ 538 milioane Euro.
Veniturile companiei:
- 2009: 180,5 milioane lei (42,6 milioane euro)[3]
- 2008: 124,5 milioane lei[3]

Profit net:
- 2009: 112,1 milioane lei (26,4 milioane euro)[3]
- 2008: 95,4 milioane lei[3]